# Andrea Barnó San Martín
Andrea Barnó San Martín (Lizarra, 4 de gener de 1980) és una jugadora d'handbol navarresa, ja retirada, guanyadora d'una medalla olímpica.
Membre de la Sociedad Deportiva Itxako, va participar, als 32 anys, en els Jocs Olímpics d'Estiu de 2012 celebrats a Londres (Regne Unit), on va aconseguir guanyar la medalla de bronze en derrotar en el partit pel tercer lloc a la selecció de Corea del Sud. En finalitzar el Jocs es retirà de la competició.
Al llarg de la seva carrera ha aconseguit una medalla de bronze al Campionat del Món d'handbol i una medalla de plata en el Campionat d'Europa de l'especialitat.